# 艇仔粥

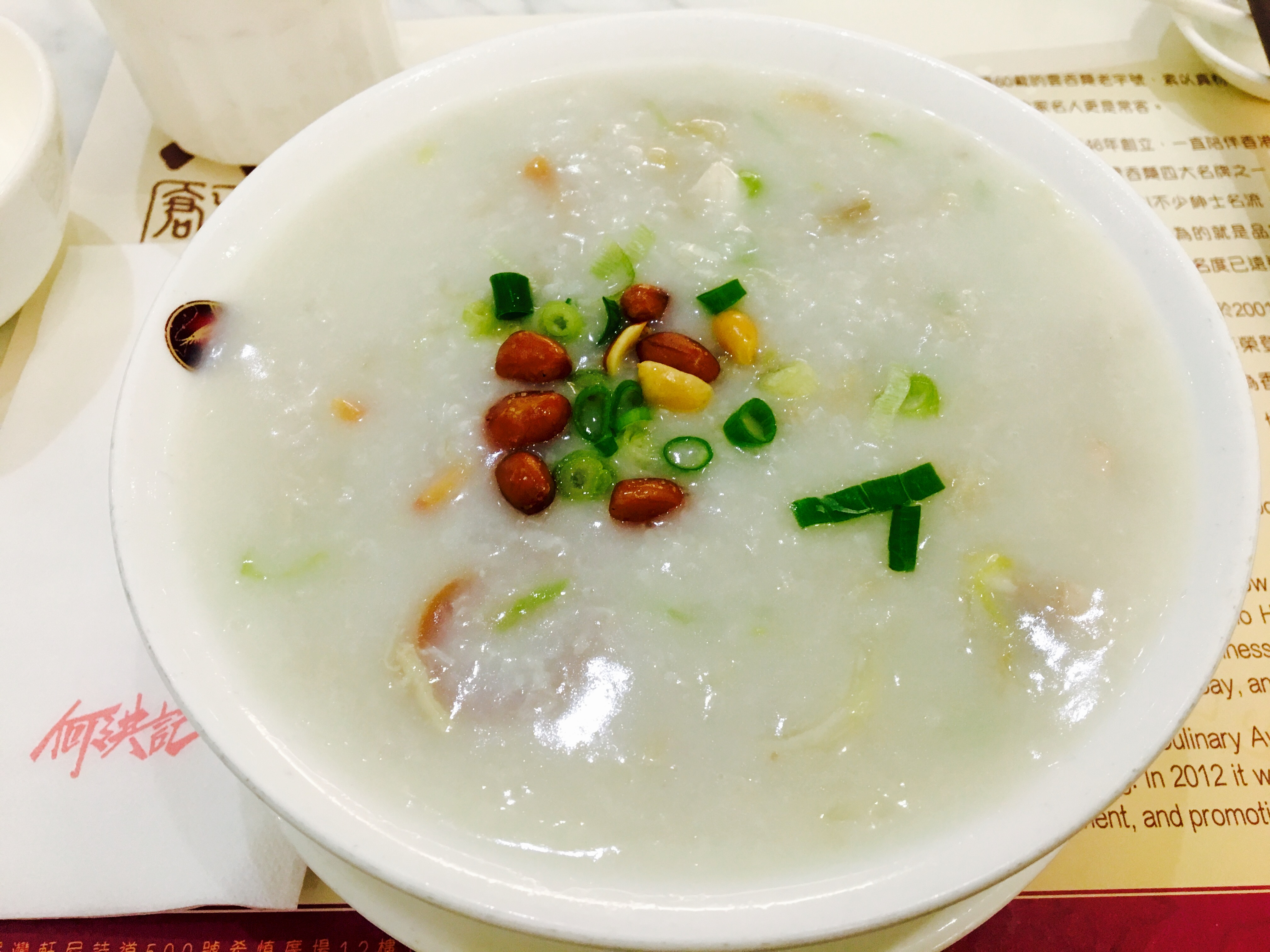
香港何洪记的艇仔粥

艇仔粥是一種廣東粥品。

## 起源
最先來自廣州荔灣西关一帶，原为一些水上人家用小艇（廣東話稱「艇仔」）在荔枝湾河面经营贩售，故名「荔灣艇仔粥」，直至1970年代在廣州人民南方大廈對出珠江邊仍有艇仔賣粥，今已歇業。

## 做法
艇仔粥的主要配料為魚肉、蝦仁、瘦肉、油條、花生、蔥花，亦有加入浮皮、海蜇、牛肉、魷魚等。現在在廣州、香港、澳門以至海外各地的廣東粥品店，艇仔粥都是必備的食品。艇仔粥在行內術語為「一彎」。